# Vilas Boas (Guiricema)
Vilas Boas é um distrito do município brasileiro de Guiricema, estado de Minas Gerais.
Banhado pelo Rio dos Bagres, o distrito se localiza a nordeste da sede municipal, da qual dista cerca de 10 quilômetros. Foi criado em 13 de março de 1938, pelo Decreto Lei n° 148, o mesmo que também criou o município de Guiricema.